# Frank Meyer (Journalist)

Frank Meyer

Frank Meyer (* 6. Juli 1969 in Plauen) ist ein deutscher Fernsehmoderator beim deutschen Nachrichtensender n-tv und Journalist.

## Leben
Frank Meyer wurde 1969 im vogtländischen Plauen geboren. Nach dem Abitur begann sein beruflicher Weg in Berlin beim Jugendradio DT64. Dort war er als Redaktionsassistent tätig und erstellte Beiträge. 1995 wechselte er zum Inforadio Berlin-Brandenburg, wo er 1999 neben seiner Tätigkeit als Sendeleiter in der Wirtschaftsredaktion arbeitete.
Nach vier Jahren Berlin zog es ihn dann 2000 nach Frankfurt aufs Parkett als Moderator und Börsenreporter bei Bloomberg TV. Seit September 2006 moderiert Frank Meyer bei n-tv in Köln die „Märkte am Morgen“, die „Telebörse“ und berichtet vom Börsenparkett aus Frankfurt am Main.
Bei den Lübecker Nachrichten betreibt er seine eigene Kolumne „Meyers Marktplatz“ und ist als Gastautor auf Cashkurs, der Webseite von Dirk Müller aktiv. Im November 2013 erschien sein erstes Buch Meyers Money Fest – Über den täglichen Wahn und Sinn an den Kapitalmärkten.

## Publikationen
- Meyers Money Fest – Über den täglichen Wahn und Sinn an den Kapitalmärkten, Wiley-VCH Verlag GmbH & Co. KGaA, ISBN 978-3-527-50754-2